# Vasil Yakusha
Vasil Fyodaravich Yakusha (en biélorusse : Васіль Фёдаравіч Якуша), né le 30 juin 1958 dans l'oblast de Kiev et mort le 24 novembre 2020, est un rameur biélorusse, concourant pour l'URSS.
Lors des Jeux olympiques d'été de 1980, il est médaille d'argent du skiff, derrière le Finlandais Pertti Karppinen.
Huit ans après, après le boycott des Jeux olympiques d'été de 1984, il remporte le bronze avec Oleksandr Marchenko.[réf. nécessaire]